# 苟亞博
苟亞博（1930年—2006年），生於中华民国青島市，著名脊骨神經醫學推廣者，是將脊骨神經醫學引進台灣的先驅。曾任斯里蘭卡國際交流醫科大學校長。

## 生平
其父名茍雲書，在中日抗戰期間過世。苟亞博家中有七名兄弟姐妹，1949年，苟亞博與其兄來到台灣。畢業於建國中學後，曾考取台灣大學醫學院，但因家貧，無法就讀，就讀中華民國海軍軍官學校，畢業之後服務於中華民國海軍。
自海軍退伍後，苟亞博因見到美國傳教士以推拿手法，治好其友腿部受傷，對整脊醫學產生興趣。49歲時，赴斯里蘭卡，就讀國際交流醫科大學，由學士一路攻讀至博士。曾任國際交流醫科大學教授及校長。
1991年，西班牙史坦柯克公爵冊封茍教授為馬爾他爵士，是海峽兩岸第一位被冊封的黑衣爵士。

## 著作
《整脊醫學》、《整復醫學》。